# Amtsbezirk Nustrup
Der Amtsbezirk Nustrup war ein Amtsbezirk im Kreis Hadersleben in der Provinz Schleswig-Holstein.
Der Amtsbezirk wurde 1889 gebildet und umfasste die folgenden Gemeinden: 
1. Bek
2. Gabel
3. Kolsnap
4. Nustrup
5. Skibelund

1920 wurde der Amtsbezirk aufgelöst und die Gemeinden aufgrund der Volksabstimmung in Schleswig an Dänemark abgetreten.